# Коробейниково (Красноярский край)
Коробейниково — деревня в Боготольском районе Красноярского края России. Входит в состав Вагинского сельсовета. Находится на правом берегу реки Улуй (приток реки Чулым), примерно в 32 км к северо-востоку от районного центра, города Боготол, на высоте 213 метров над уровнем моря.

## Население
| 2010 |
| ---- |
| 169  |

Гендерный состав
По данным Всероссийской переписи населения 2010 года 82 мужчины и 87 женщин из 169 чел.

## Улицы
Уличная сеть деревни состоит из 4 улиц.